# 斯蒂娜·斯科格兰
斯蒂娜·斯科格兰（挪威語：Stine Skogrand，1993年3月3日—），挪威女子手球运动员。她曾代表挪威国家队参加2020年夏季奥林匹克运动会手球比赛，获得一枚铜牌。她也曾参加2015年、2017年和2019年世界锦标赛。